# إمارة ساليرنو

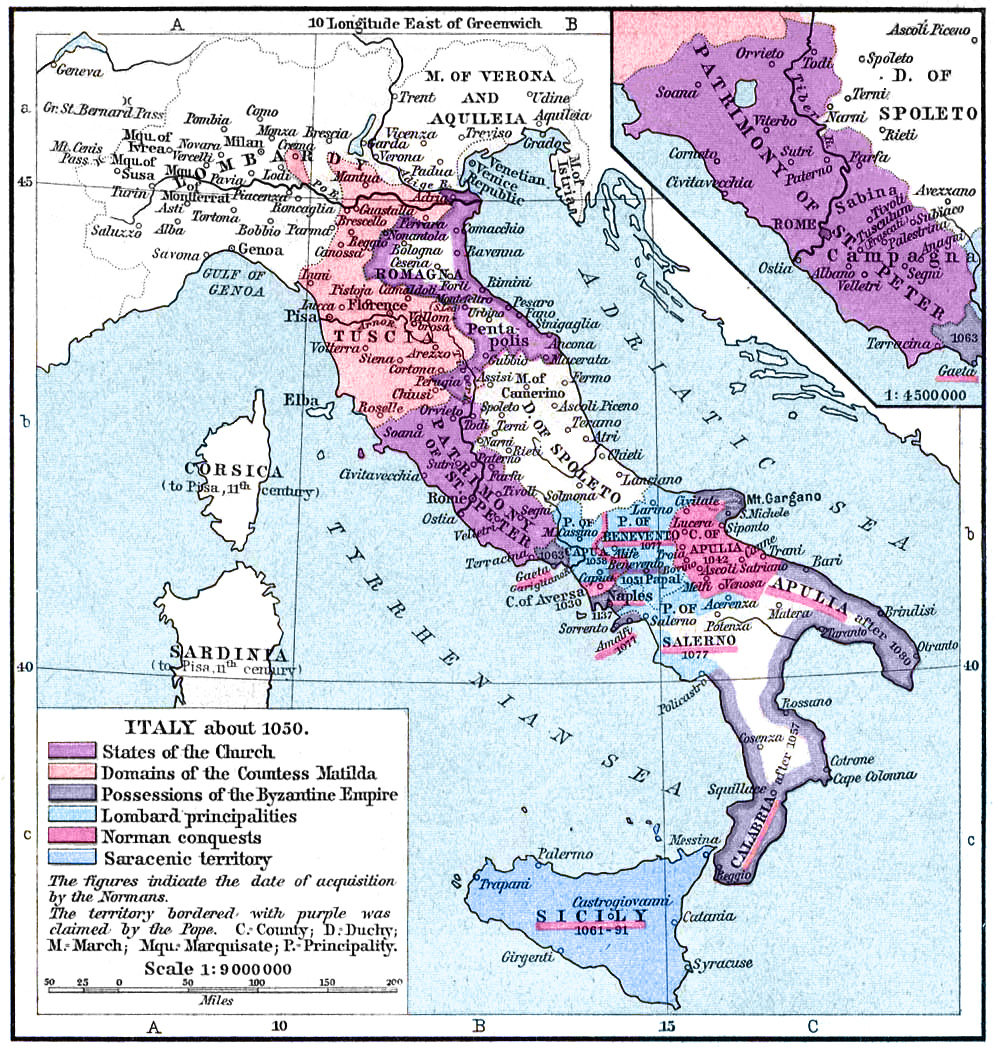
خريطة إيطاليا قرب 1050

كانت إمارة ساليرنو اللومباردية دولة في جنوب إيطاليا تركزت في مدينة ساليرنو والتي تشكلت في عام 851 من إمارة بينيفينتو بعد حرب أهلية استمرت عشر سنوات. عبر تشكلها دانت الإمارة بالولاء للإمبراطور الغربي ولكن طوال تاريخها كانت مستقلة عمليًا لفترات وجيزة ودخلت حتى في تبعية للإمبراطورية البيزنطية.